# Letture in sede dibattimentale
Le letture in sede dibattimentale sono previste dal diritto processuale penale italiano e hanno ad oggetto gli atti formati nella fase investigativa; sono effettuate dalle parti e dal giudice.

## Ipotesi
Il c.p.p. disciplina ipotesi diverse, cui sono ricollegati effetti differenti sotto il profilo probatorio.
1. Lettura degli atti contenuti nel fascicolo del dibattimento (art. 511 c.p.p.). In tal caso, la lettura ha il solo scopo di garantire alle parti l'effettiva conoscenza del contenuto di atti di indagine già noti al giudice e acquisiti al fascicolo del dibattimento nel contraddittorio tra le parti medesime (il fascicolo è formato dal GUP, dopo l'emissione del decreto che dispone il giudizio, o, nei procedimenti con citazione diretta a giudizio, dallo stesso giudice del dibattimento). Fra tali atti figurano i verbali degli atti non ripetibili compiuti dalla polizia giudiziaria, dal pubblico ministero e dal difensore, i verbali degli atti assunti nell'incidente probatorio e gli atti di indagine la cui acquisizione sia stata concordata tra le parti. In luogo della lettura, peraltro, il giudice, anche d'ufficio, può indicare specificamente gli atti utilizzabili ai fini della decisione e tale indicazione equivale alla loro lettura, ma è tenuto a disporla quando si tratti di verbali di dichiarazioni e una parte ne faccia richiesta.
2. Lettura degli atti, contenuti nel fascicolo del pubblico ministero, per sopravvenuta impossibilità di ripetizione (art. 512 c.p.p.). Si tratta di una deroga al principio di formazione della prova nel contraddittorio delle parti. Per regola generale, infatti, gli atti compiuti nel corso delle indagini preliminari non solo non hanno efficacia probatoria ai fini del giudizio, ma il loro contenuto è altresì estraneo al quadro conoscitivo del giudice: dovendo la prova formarsi in sede dibattimentale, degli atti investigativi contenuti nel fascicolo del pubblico ministero non può essere data alcuna lettura. Tuttavia, nelle ipotesi in cui la ripetizione dell'atto sia divenuta impossibile per fatti o circostanze imprevedibili, il giudice, su richiesta di parte, deve disporre la lettura dell'atto compiuto nella fase delle indagini: è il caso della dichiarazione resa dalla persona informata sui fatti che, nel frattempo, sia inaspettatamente deceduta. La trasmigrazione degli atti di indagine dal fascicolo del pubblico ministero al fascicolo del dibattimento presuppone che la sopravvenuta impossibilità di ripetizione fosse imprevedibile; nel caso in cui essa fosse stata prevedibile, invece, le parti avrebbero dovuto procedere nelle forme dell'incidente probatorio, istituto concepito per garantire il contraddittorio nella fase di formazione della prova. Qualora esso non si sia tenuto, la dichiarazione resa a suo tempo resta comunque inutilizzabile ai fini del giudizio e di essa, pertanto, non può essere data lettura.
3. Lettura degli atti, contenuti nel fascicolo del pubblico ministero, relativi alle dichiarazioni rese dal testimone precedentemente (artt. 500, co. 1, e 503, co. 3, c.p.p.). Si tratta delle dichiarazioni effettuate dal testimone durante la fase investigativa, nella sua qualità di persona in grado di riferire circostanze utili alle indagini (escussa dal pubblico ministero, mediante assunzione di informazioni, o dalla polizia giudiziaria, mediante assunzione di sommarie informazioni). La lettura delle dichiarazioni che il testimone aveva reso nel corso delle indagini è ammessa al solo scopo di contestare il contenuto della deposizione effettuata in dibattimento, ossia di contestargli che, nel corso delle indagini, aveva rilasciato una dichiarazione diversa da quella resa successivamente nel corso dell'esame testimoniale. Dinanzi ad una simile discrasia, le dichiarazioni lette per la contestazione possono essere valutate ai fini della credibilità del teste, ma la dichiarazione da lui effettuata nella fase anteriore del procedimento non può in alcun caso essere utilizzata dal giudice per fondare la sua decisione. Invero, al di fuori delle finalità di contestazione (e dei casi patologici di sopravvenuta irripetibilità degli atti, come in caso di morte del teste), le dichiarazioni rese nel corso delle indagini dalla persona informata sui fatti, divenuta poi testimone in sede dibattimentale, non possono, per regola, essere utilizzati: dei relativi verbali, contenuti nel fascicolo del pubblico ministero, non può essere data lettura, ricadendo essi nell'ambito applicativo della disciplina in tema di letture vietate (art. 514 c.p.p.).
4. Lettura dei verbali delle dichiarazioni rese dall'imputato. Si tratta delle dichiarazioni che l'imputato ha reso nella fase investigativa in qualità di persona sottoposta a indagini. In tal caso occorre distinguere: quanto alle dichiarazioni rese al pubblico ministero o, su delega di questi, ad ufficiali di polizia giudiziaria, oppure al giudice per le indagini preliminari o al giudice dell'udienza preliminare, può esserne data lettura, con valenza probatoria, qualora l'imputato sia assente o rifiuti di sottoporsi all'esame (art. 513 c.p.p.); se, invece, la polizia giudiziaria abbia proceduto ad interrogatorio dell'indagato non per delega del magistrato inquirente, ma per autonoma iniziativa, oppure abbia ricevuto dall'indagato spontanee dichiarazioni, i relativi verbali non possono essere letti se non per contestare quanto addotto dall'imputato che si sia sottoposto ad esame. 
5. Lettura delle dichiarazioni rese dall'imputato in procedimento connesso o collegato.

## Letture dibattimentali
Le letture dibattimentali, disciplinate all'interno del C.p.p. agli articoli 511 e seguenti, consistono nella acquisizione (propriamente mediante lettura) degli atti che sono contenuti nel fascicolo per il dibattimento, che di per sé, fino al momento in cui non vengono letti, non sono utilizzabili ai fini della decisione. 

### L'impossibilità sopravvenuta
L'art. 512 c.p.p. in particolare consente la lettura delle precedenti dichiarazioni laddove ne sia divenuta impossibile la ripetizione in dibattimento per un motivo che non era prevedibile nel momento in cui, durante le indagini preliminari, il soggetto veniva assunto a sommarie informazioni.
Laddove, invece, l'irripetibilità fosse stata prevedibile, e non fosse stato negligentemente adoperato lo strumento dell'incidente probatorio, nessuna lettura sarà possibile ex art. 512 c.p.p.
Analoga ipotesi è quella prevista dall'art. 512bis c.p.p. Ipotesi tuttavia qualificata per essere diretta ai residenti all'estero.
In tal caso, tuttavia, va esperita la rogatoria internazionale, quale premessa. Nel caso essa non produca risultato, il Giudice tenuto conto degli elementi di prova acquisiti e dell'impossibilità dell'esame dibattimentale dispone la lettura.

### Imputato e coimputato: diverse letture
Il regime delle letture, definitivamente codificato a seguito di note vicende tra Corte costituzionale (su tutte C.Cost. sent. 361 del 1988) e Legislatore (l'attuale testo normativo è la "somma" di L. 1º marzo 2001, n. 63 e L. 7 agosto 1997, n. 267), è ora nel senso che il precedente dichiarato dell'imputato vale nel suo processo anche nell'ipotesi in cui questi non ritorni in dibattimento a ripeterlo.
Viceversa, nel rispetto del contraddittorio, il dichiarato reso dal coimputato e non ripetuto innanzi al soggetto sub iudice è inutilizzabile verso questi salvo che con il suo consenso. Il principio in esame costituisce una diretta applicazione di quanto sancito dalla Costituzione nell'art. 111 comma 4 dove si dice che "la colpevolezza dell'imputato non può essere provata sulla base di dichiarazioni rese da chi, per libera scelta, si è sempre volontariamente sottratto all'interrogatorio da parte dell'imputato o del suo difensore".
La disciplina normativa di quest'articolo si rinviene nell'art. 513 c.p.p. e stabilisce che l'imputato, mentre ha il diritto di negare il suo consenso all'eventuale esame incrociato, non può invece negare il contraddittorio su quelle dichiarazioni da lui rese anticipatamente (liberamente). Queste dichiarazioni sono utilizzabili verso l'imputato, ma non verso un eventuale coimputato nello stesso procedimento, a meno che quest'ultimo non lo consenta.
Lo stesso articolo inoltre disciplina la lettura delle dichiarazioni precedentemente rese da imputati connessi o collegati (in altro procedimento). La disciplina normativa dispone che le precedenti dichiarazioni del coimputato possono essere lette e acquisite solo se è impossibile reiterare le dichiarazioni (per evento imprevedibile, altrimenti doveva essere richiesta l'acquisizione anticipata della prova nella forma dell'incidente probatorio). L'imputato connesso o collegato deve essere sentito anche attraverso la formula dell'accompagnamento coattivo se possibile, e se presente e non risponde le sue dichiarazioni potranno essere lette solo con il consenso delle parti.

## Letture contestazioni
L'art. 500 c.p.p. è la norma centrale dell'istituto e dopo alterne vicende altamente conflittuali tra Corte costituzionale e Legislatore (l'attuale versione della norma è il portato della L. 1º marzo 2001, n. 63) è ora pienamente coerente col sistema processuale. L'articolo del codice appena indicato recita:
del dibattimento e quelle previste dal comma 3 possono essere utilizzate.
5. Sull'acquisizione di cui al comma 4 il giudice decide senza ritardo, svolgendo gli accertamenti che ritiene necessari, su richiesta della parte, che può fornire gli elementi concreti per
ritenere che il testimone è stato sottoposto a violenza, minaccia, offerta o promessa di denaro o di altra utilità.
8. A richiesta di parte, le dichiarazioni assunte dal giudice a norma dell'articolo 422 sono acquisite al fascicolo del dibattimento e sono valutate ai fini della prova nei confronti delle parti che hanno partecipato alla loo assunzione, se sono state utilizzate per le contestazioni previste dal presente articolo. Fuori dal caso previsto dal periodo precedente, si applicano le disposizioni di cui ai commi 2, 4 e 5.
7. Fuori dai casi di cui al comma 4, su accordo delle parti le dichiarazioni contenute nel fascicolo del pubblico ministero precedentemente rese dal testimone sono acquisite al fascicolo del
dibattimento.»
Questa norma consente di contestare la deposizione, mediante lettura delle dichiarazioni precedentemente rese, del testimone che riferisce in dibattimento in maniera difforme da quanto detto in fase d'indagine al P.M. od alla P.G.
Lo scopo della contestazione, lungi dal far entrare nel fascicolo del dibattimento il "contestato", serve soltanto ad evidenziare la discrasia del contenuto della deposizione dibattimentale con quella resa in fase d'indagine; ciò al solo scopo di consentire al Giudice di valutare la credibilità (ovvero la mancanza di essa) del testimone dichiarante.